# Sachalin
Sachalin (rusky: Сахали́н; japonsky: 樺太, Karafuto; čínsky: tradiční znaky 庫頁島, zjednodušené znaky 库页岛, pinyin Kùyè Dǎo; korejsky: 사할린) je velký podlouhlý ostrov v severním Pacifiku. Leží severně od Japonska, mezi 45°50' a 54°24' severní šířky. Je to největší ostrov patřící Rusku, s plochou jen o málo menší než Česká republika, a administrativně spadá pod Sachalinskou oblast; hlavním městem je Južno-Sachalinsk. Jižní část Sachalinu, Kurilské ostrovy a severní Japonsko jsou původní vlastí lidí národa Ainu. U severního pobřeží ostrova jsou největší ruská ložiska ropy a zemního plynu, která těží konsorcium ruského Rosněftu s firmami jako Exxon, Shell a další firmy japonské i indické. V rámci obrovských projektů Sachalin-I až Sachalin-III se budují až 12 km hluboké těžební vrty, závody na zkapalňování plynu i stovky kilometrů ropovodů a plynovodů jak na pevninu, tak do Japonska. Prudký rozvoj těžby silně ohrožuje životní prostředí a zejména zdejší velryby.

## Geografie

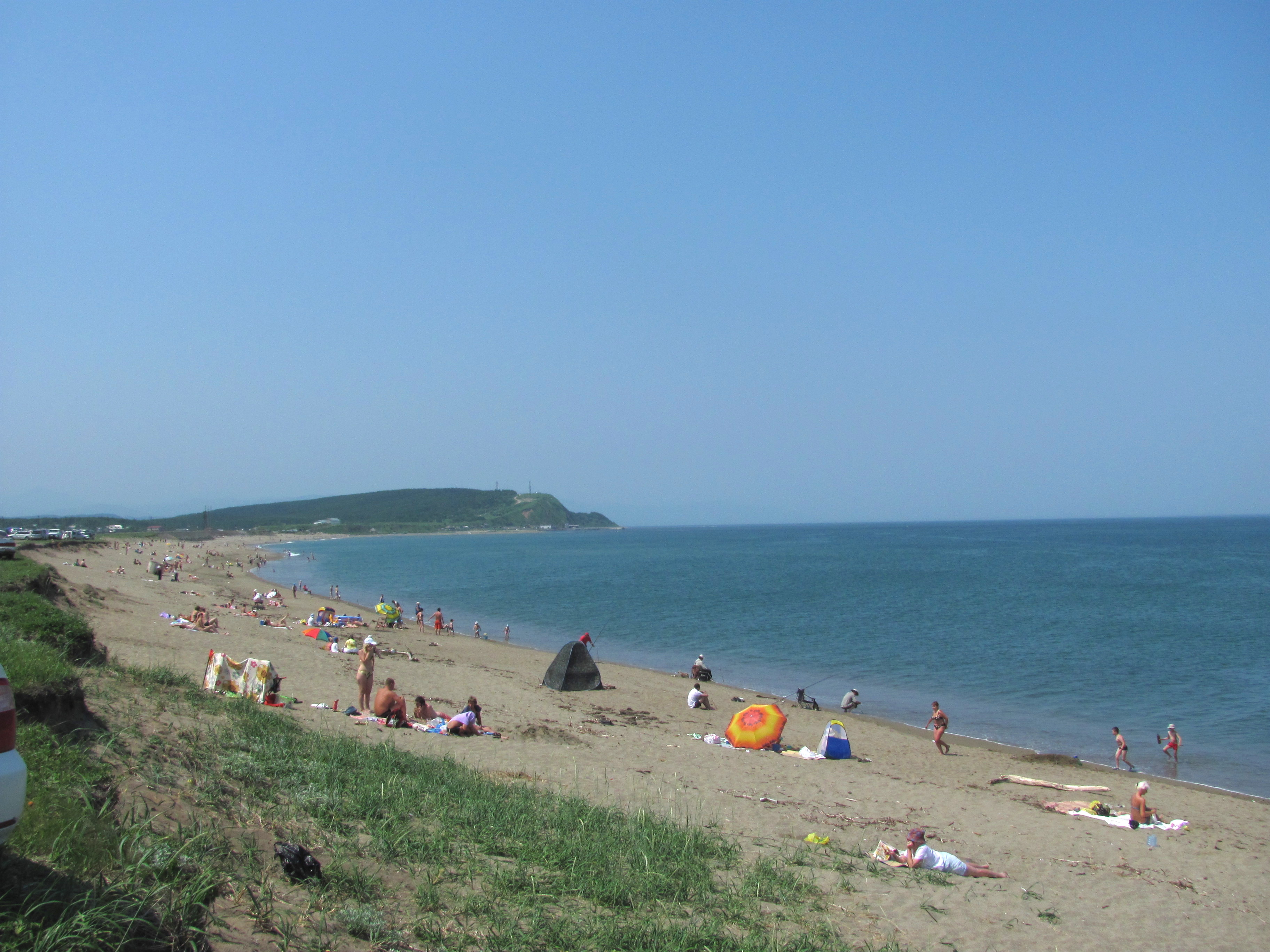
Pobřeží Ochotského moře

Ostrov má plochu 72 742 km², je 948 km dlouhý a jeho největší šířka je 160 km. Od asijské pevniny je oddělen Tatarským průlivem, širokým v nejužším místě 7 km. Od nejsevernějšího japonského ostrova Hokkaidó ho odděluje La Pérousův průliv, široký asi 45 km. Ze severu a východu je omýván Ochotským mořem, ze západu Japonským mořem. U Sachalinu leží dva malé ostrovy Moneron a Tulení.
Sachalin je převážně hornatý. Horstvo tvoří dvě horská pásma, nejvyšší bod Lopatinova hora (1609 m n. m.) leží ve východním z nich. Na východním pobřeží jsou veliké zálivy. Nejdelší řekou je Poronaj (350 km) tekoucí z jihu na sever a druhou nejdelší Tym (330 km), která je splavná 80 km od ústí.
Podnebí je chladné přímořské s nízkými teplotami v zimě (lednový průměr -24 °C na severu, -6 °C na jihu) a nevysokými v létě (srpnový průměr +10 °C na severu, +19 °C na jihu). Průměrná roční teplota je na severu -1,5 °C, na jihu +2,2 °C

## Historie

### Nejstarší období

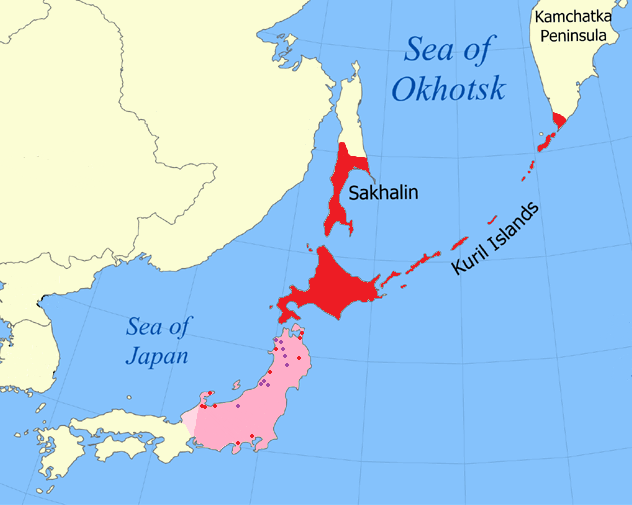
Historický rozsah národa Ainu

Původními obyvateli Sachalinu jsou Nivchové a Orokové, kteří obývají severní oblasti. Tradičně se živí lovem, rybolovem a Orokové také chovem sobů. Kromě nich zde žili také Ainuové, kteří obývali jih a Kurilské ostrovy.
Číňané v Mingské dynastii nazývali ostrov Kchu-ji (čínsky: 苦夷; Pchin-jin: Kǔyí), a později Kchu-je (čínsky: 庫頁; Pchin-jin: Kùyè). Podle knihy Šeng-wu (Čínsky: 聖武記; Pchin-jin: Shèngwǔjì), poslali Mingové na Sachalin v roce 1616 400 vojáků, ale později je stáhli, neboť čínská kontrola nad ostrovem nebyla ohrožena. Na ostrově stále ještě stojí pomník Mingů.
Mandžuská dynastie Čching také vznášela nároky na ostrov, a tak byl Sachalin dál pod čínskou vládou čchingské dynastie. Nicméně když Číňané nebyli vojensky přítomni, pokoušeli se lidé jak z Japonska, tak z Ruska ostrov kolonizovat. Japonské sídlo Ótomari bylo založeno v roce 1679. Kartografové z rodu Mastumae ostrov zamapovali a označili jako “Kita-Ezo” (Severní Ezo, Ezo je starší jméno pro Hokkaidó). Něrčinská smlouva z roku 1686 potvrdila, že Sachalin je čínské území. I přesto začalo Rusko od 18. století usídlovat na ostrově vyhnance.

### Pronikání Evropanů

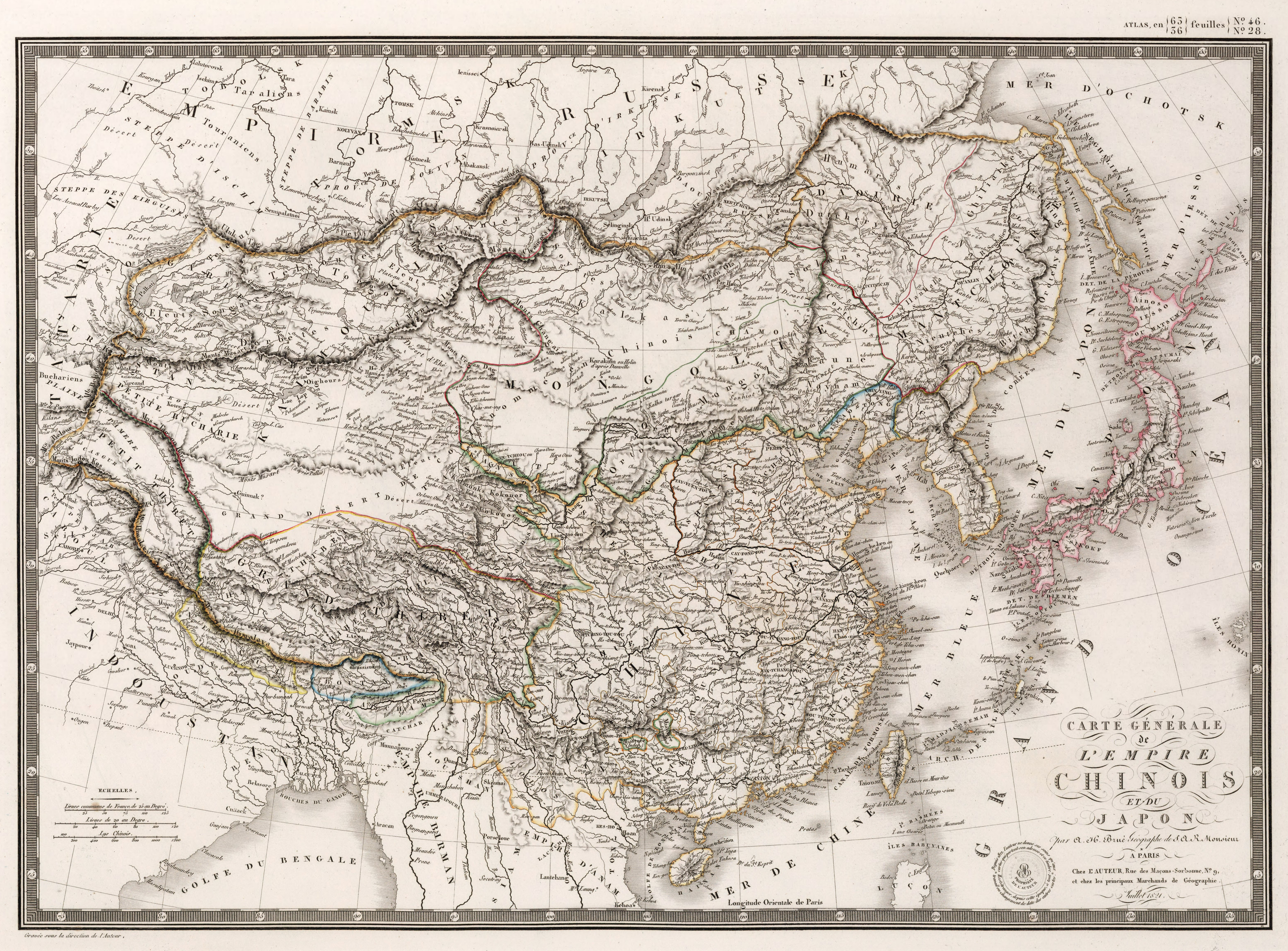
Francouzská mapa z roku 1821 zobrazující Sachalin jako součást říše Čching

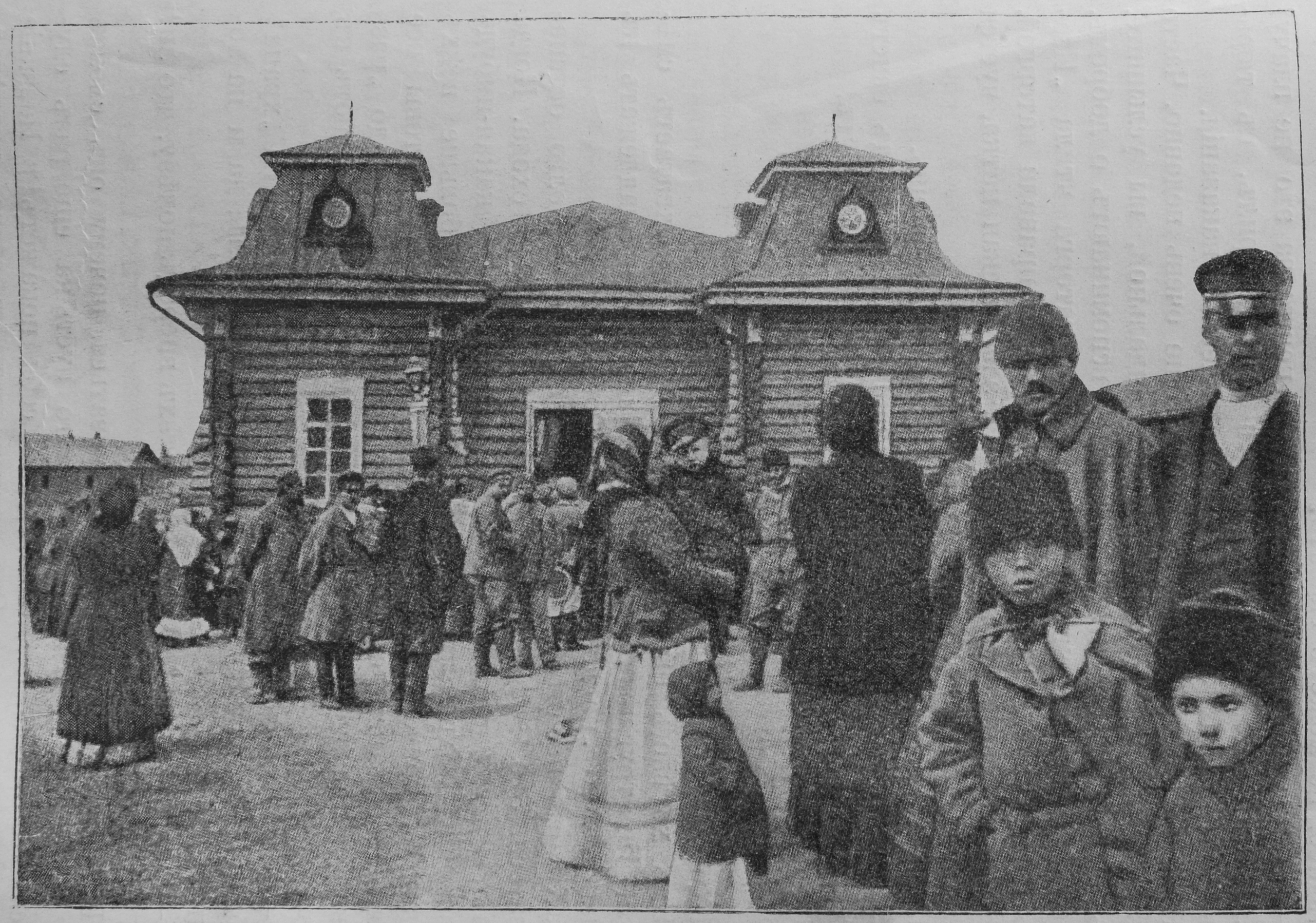
Ruští osadníci na Sachalinu v roce 1903

O Sachalinu se Evropané dozvídali díky cestám Ivana Moskvitina a Martina Gerritsze de Vries v 17. století a ještě více díky Jean-Françoisovi de La Pérouse (1787), který objevil i Tatarský průliv, i když jím nemohl proplout a J. A. von Kruzensternovi (1805), který Sachalin považoval za poloostrov. Tatarským průlivem poprvé proplul japonský mořeplavec Mamija Rinzó v roce 1809. V roce 1845 vyhlásilo Japonsko jednostrannou suverenitu nad celým ostrovem. Jako první Rus proplul Tatarským průlivem mořeplavec Gennadij Něvelskoj v roce 1849 a tohoto objevu Rusko využilo k vyslání osadníků, kteří zde, navzdory čchingským nárokům, založili uhelné doly, zřídili správu, školy, vězení a kostely. Siazské kmeny byly vyvražděny nebo deportovány na asijskou pevninu.
V roce 1855 podepsalo Rusko s Japonskem Šimodskou dohodu, která deklarovala, že obě národnosti mohou obývat ostrov: Rusové na severu a Japonci na jihu bez jasné hranice mezi nimi. Rusko také souhlasilo, že demontuje svou vojenskou základnu u Ótomari. Po opiových válkách s Velkou Británií přimělo Rusko oslabenou Čínu k podepsání Ajgunské smlouvy a Pekingských dohod, po nichž Čína ztratila všechna území na sever od Chej-lung-ťiangu (Amuru) a na východ od Ussuri (včetně Sachalinu) ve prospěch Ruska. Carská trestanecká kolonie byla založena v roce 1857, ale jižní část ostrova drželi Japonci až do roku 1875, kdy jí postoupili Rusku v rámci Petrohradské smlouvy výměnou za Kurilské ostrovy. Po Rusko-japonské válce podepsalo Rusko s Japonskem Portsmouthský mír (1905), který stanovil, že se jižní část ostrova pod 50. rovnoběžkou navrací Japonsku; Rusové udrželi zbylé tři pětiny oblasti. Jih Sachalinu byl spravován Japonskem jako Karafuto-čó (樺太庁) s hlavním městem Tojoharou, dnešním Južno-Sachalinskem. Během ruské občanské války byla severní část ostrova okupována japonskými vojsky až do r. 1925. V té době zde našlo útočiště mnoho uprchlíků, především Sachalinští Korejci, kteří žili v ruském Přímoří. Korejské přistěhovalectví na jižní část ostrova později zesílilo, protože bylo podporováno japonskou správou.

### Druhá světová válka

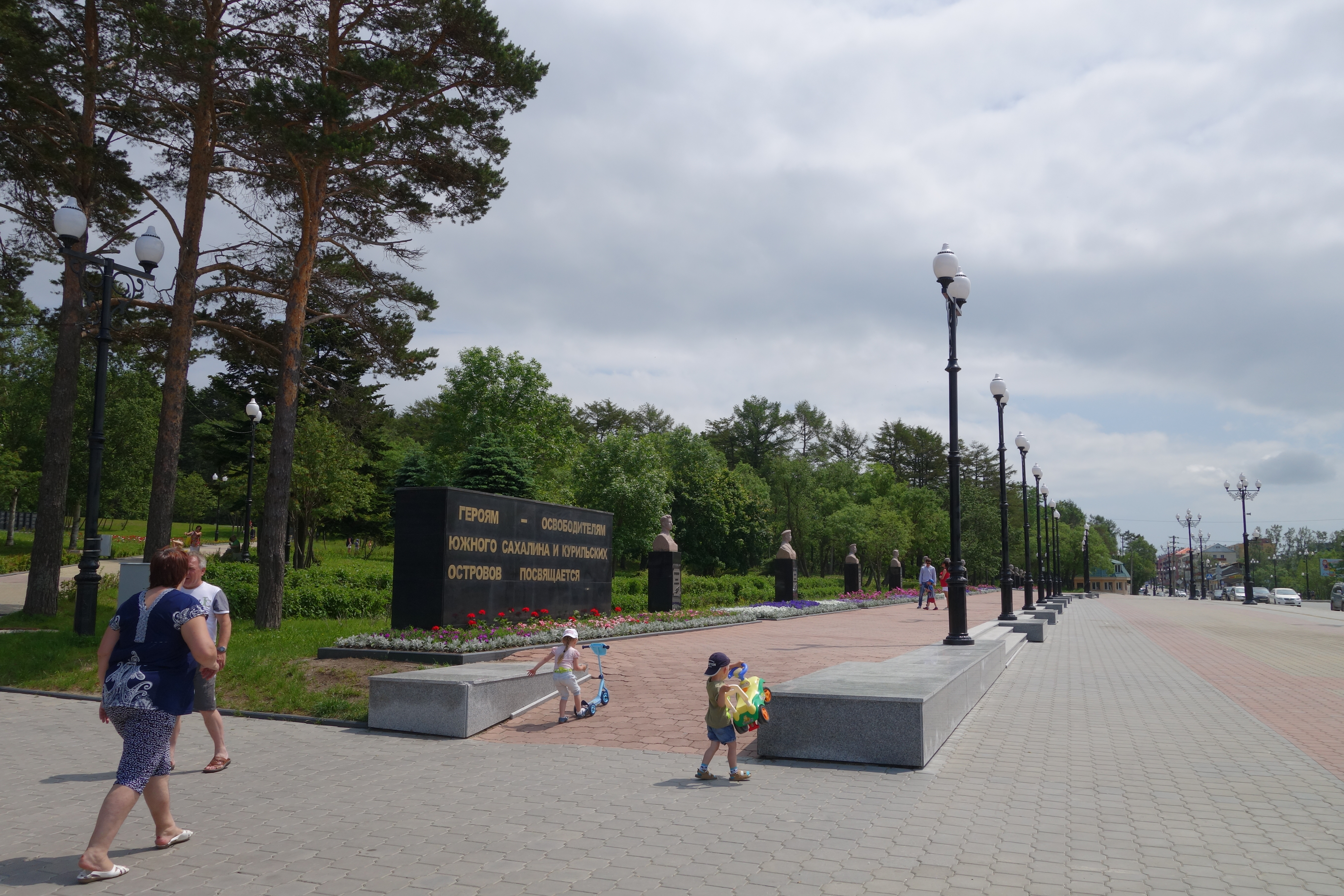
Památník rudoarmějců bojujících v sovětsko-japonské válce, Južno-Sachalinsk

Na jaltské konferenci v únoru 1945 se Sovětský svaz zavázal, že nejpozději do tří měsíců po ukončení bojů v Evropě vypoví Japonsku válku. V srpnu 1945, měsíc před kapitulací Japonska, zahájil Sovětský svaz vojenské operace na jihu Sachalinu. Útok začal 11. srpna 1945 a zúčastnily se ho 56. střelecký sbor, složený ze 79. střelecké divize, 2. střelecké brigády a podpůrných dělostřeleckých a tankových jednotek, dále 113. střelecká brigáda a 214. tanková brigáda, které napadly japonskou 88. divizi. Ačkoli měla Rudá armáda trojnásobnou přesilu nad Japonci, nemohla postupovat kvůli silné japonské obraně. Dne 16. srpna se ze sovětských přístavů (především Sovětské Gavani) ve vesnici Tóró (塔路) na západním pobřeží Sachalinu vylodila 113. střelecká brigáda a 365. samostatný prapor námořní pěchoty. Protože den předtím Japonsko přijalo podmínky Postupimské deklarace, byl Japonský odpor proti tomuto výsadku slabý a Sověti rozbili japonskou obrannou linii. Omezené boje pokračovaly do 21. srpna. Většina ze zbývajících japonských jednotek uzavřela příměří mezi 22. a 23. srpnem. Sověti završili dobytí Sachalinu 25. srpna 1945 obsazením hlavního města Tojohary. Japonci uvádějí 20 000 mrtvých civilistů během této, včetně obětí masakrů korejského obyvatelstva, které provedli Japonci během ústupových bojů, protože je podezírali z prosovětské špionáže.
Odhaduje se, že z původních 440 tis. obyvatel Jižního Sachalinu (1944) bylo během bojů evakuováno 140 tis. Po válce byli do Japonska vystěhováni zbylí Japonci a také většina Korejců (přes 100 tis.).

### Poválečný stav

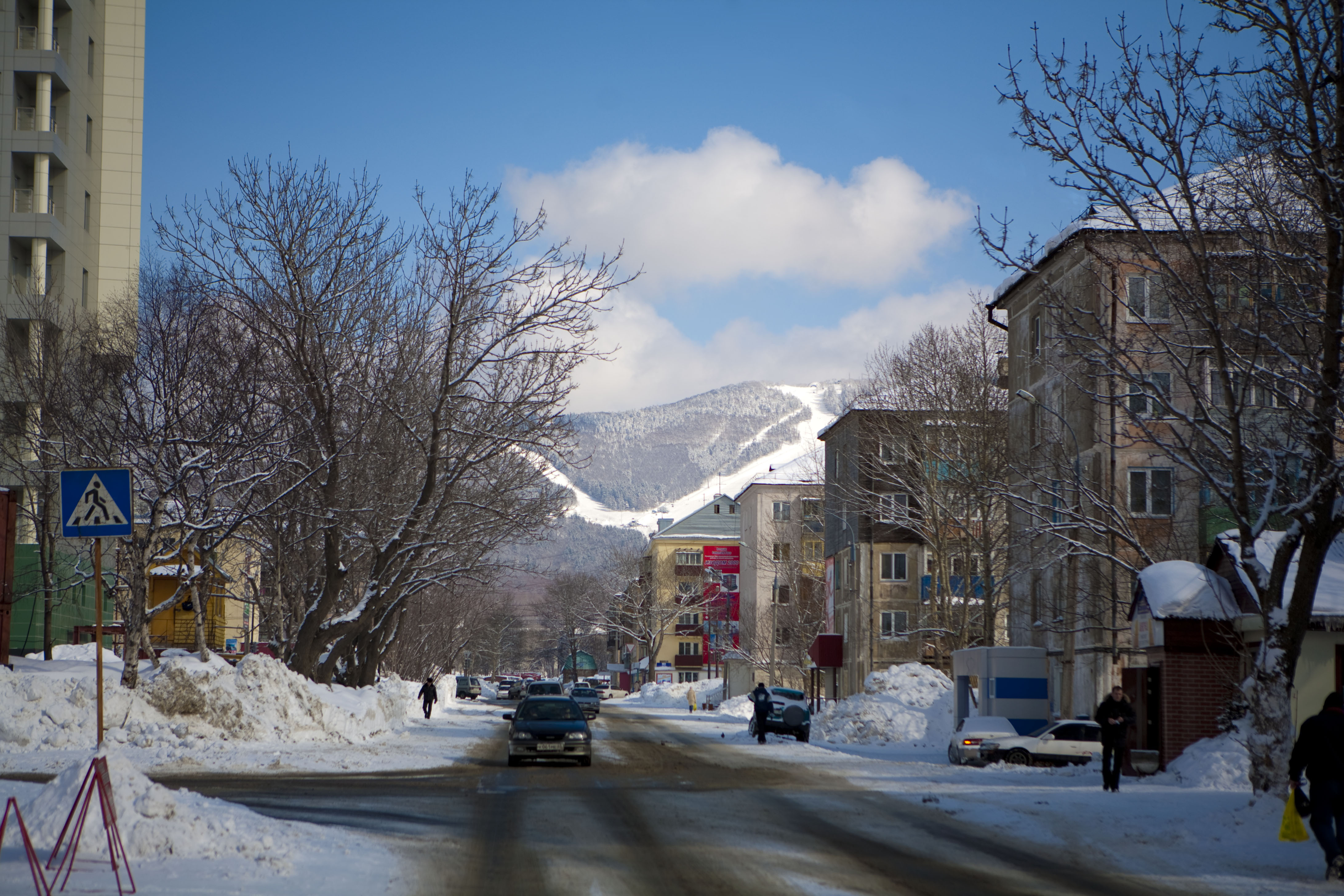
Ulice v Južno-Sachalinsku

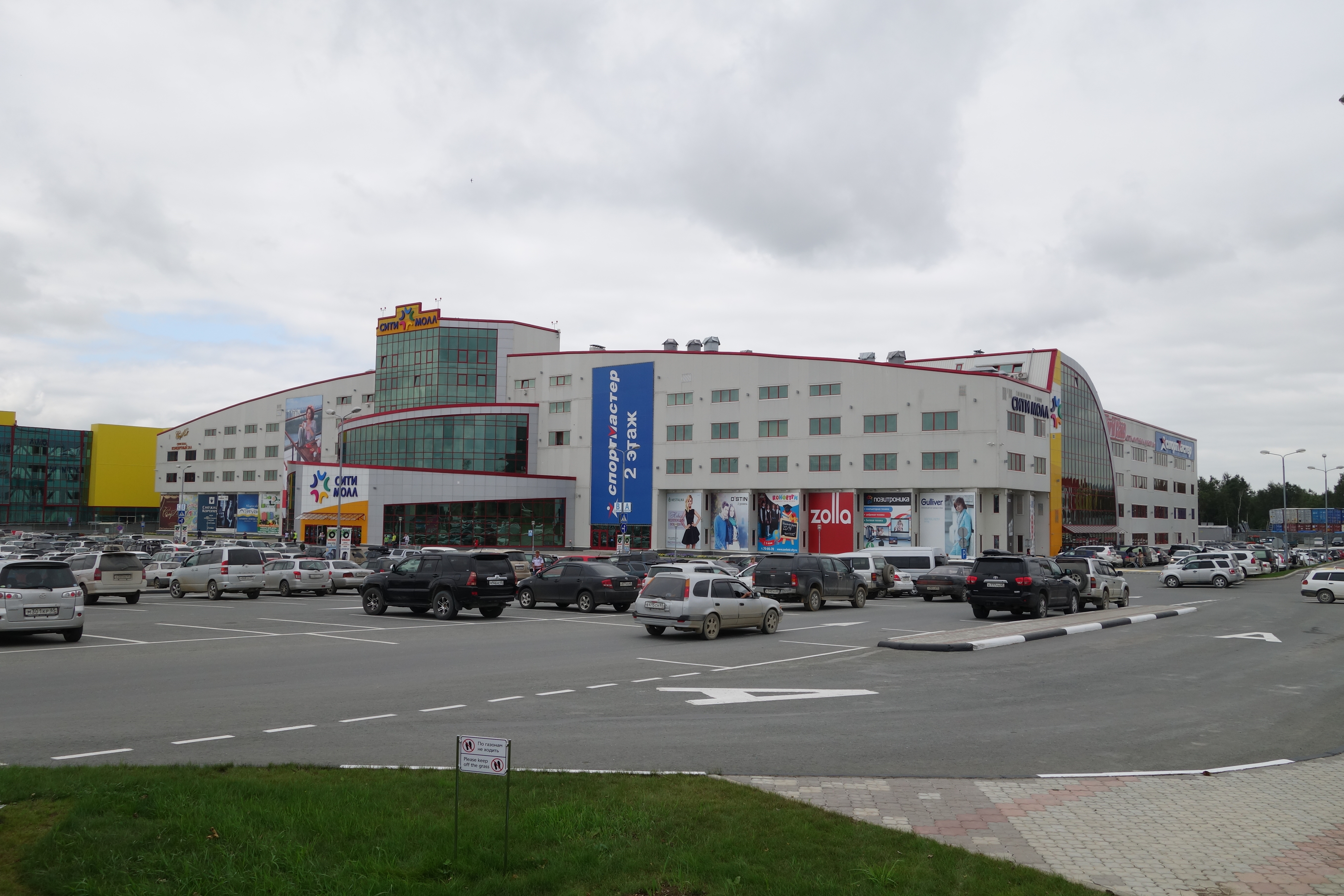
Južno-Sachalinsk v srpnu 2014

Od 2. ledna 1947 je celý Sachalin součástí Sachalinské oblasti. Většina Korejců zde žijících zvažuje, zda se nezačnou identifikovat jako etničtí Rusové. Dnes jsou známí jako Sachalinští Korejci. V roce 1989 žilo na Sachalinu 46 000 Ukrajinců, ale jejich počet klesá vlivem emigrace a asimilace s Rusy.
Japonsko se vzdalo nároků na svrchovanost jižní části ostrova v Sanfranciské smlouvě (1952), ale neschválilo ruskou suverenitu nad Sachalinem. Podle japonského oficiálního stanoviska není o příslušnosti Sachalinu ještě rozhodnuto a na japonských mapách je označován jako „Země Nikoho”. Přestože není mezi Ruskem a Japonskem podepsána oficiální mírová smlouva, zřídilo Japonsko v Južno-Sachalinsku generální konzulát.
Dne 28. května 1995 postihlo ostrov zemětřesení 7.5° Richterovy stupnice a zabilo 2 000 lidí v Něftěgorsku.

### Separatismus
Většinu obyvatel Sachalinu tvoří etničtí Rusové, ale podle české novinářky Petry Procházkové je referendum o připojení Sachalinu k Japonsku stálým tématem. V dubnu 2015 vydala bývalá ministryně obrany Japonska Yuriko Koike prohlášení o nutnosti provést referendum o nezávislosti Sachalinu a Kurilských ostrovů na Rusku.